# Скала (Мелітополь)
Скала́ — флорбольний клуб з Мелітополя, що виступає в чемпіонаті України з флорболу. Клуб заснований у 2007 році місцевими любителями флорболу.

## Історія
Історія флорбольного клубу «Скалая» бере свій початок 17 листопада 2007 року, коли відбулася зустріч за участю мелітопольської та рівненської команд на спортивній арені МДПУ і завершився з рахунком 4:11 на користь рівненців. З дебютної гри було зроблено певні висновки: кількість тренувань потроїлася, став утворюватися кістяк команди та перший основний склад. Взимку наступного року відбулася виїзна товариська гра у м. Бердянську проти місцевої команди, яка принесла мелітопольцям перемогу з рахунком 11:10. Саме тоді остаточно сформувався клуб, який отримав назву ФЛК «Мелітополь». Мелітопольці отримали стабільний основний склад і тренерський штаб. Товариські матчі почали проводитися частіше, грати більше. Апогеєм розвитку команди у 2008 році стало запрошення мелітопольської флорбольної команди у травні на турнір найкращих команд України «Кубок Десни 2008» під Києвом. Підсумкове 4 місце стало сенсацією. Крім того на цьому турнірі мелітопольська команда в матчі з нещодавніми кривдниками з Рівного змогла взяти реванш. Через два тижні команда вирушила до Донецька на найстаріший міжнародний турнір «Крилатий м'яч». Втім тут брак досвіду не дав поборотись за високі результаті і професійна донецька команда «Альянс» показала свою перевагу і не дозволила порушити багаторічне домінування на турнірі, перемігши мелітопольців з рахунком 5:4. Тим не менш ФЛК «Мелітополь» здобув почесне 3 місце.
Надалі засновник команди, головний тренер і майбутній президент клубу Олександр Вікторович Семенюк почав виконувати підготовку на наступний уже напівпрофесійний сезон. Восени 2008 року була створена жіноча команда на базі ФлК «Мелітополь» з назвою «Escape». Наступний рік приніс одразу кілька суттєвих результатів. 26 березня 2009 року стало датою появи ММСК «Флорбол» та офіційного старту роботи клубу на законних, документально підтверджених підставах. А на раді команди вирішили взяти нове ім'я, «Скала». Домашньою ареною клубу на правах довгострокової оренди став СК «Мотор». В тому ж році команда здобувала бронзи на «Кубку Десни» та «Крилатом м'ячі». Таким чином мелітопольці продемонстрували стабільність у грі протягом усього року, що порадувало керівництво клубу. У міжсезоння 2009 року команду залишили ряд провідних виконавців, у тому числі Андрій Скоробогач, і голкіпер Ігор Костюк. Паралельно в Мелітополі провели семінар для тренерів, де швейцарці з організації «Floorball for all» ділилися досвідом та навчали тренерської діяльності молодих колег.

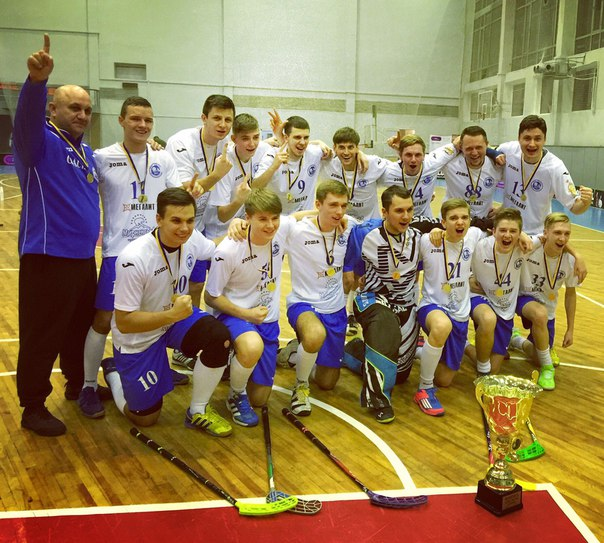
«Скала» у 2015 році.

Сезон 2009/10 розпочався призначенням на посаду тренера команди Дмитра Дикаленка. «Скала» взяла участь у Першому Всеукраїнському кубку з флорболу, де дісталася до стадії півфіналу, але поступилася донецькому «Альянсу». У втішному фіналі мелітопольці здобули перемогу з рахунком 5:3 над мінською «Молоддю», ставши бронзовими призерами Кубка України. Втім найбільшого результату підопічні Дикаленка здобули у чемпіонаті країни, вигравши золоті медалі. Мелітопольська команда у чвертьфіналі зустрілася з мінським «Дельфіном», перемігши 5:2, після чого у півфіналі в драматичній грі пройшли команду з Рівного, програючи у двох періодах 0:1, але у третьому перевернувши гру та вигравши з рахунком 7:1. У фінальному поєдинку суперником мелітопольської команди стала команда «Paw J» (Рига, Латвія). Латиші виграли з рахунком 15:8, але мелітопольці у підсумковому річному заліку національного чемпіонату набрали найбільшу кількість очок і незважаючи на поразку від «Paw J», стали чемпіонами України. Найкращими гравцями в команді були визнані Артем Коваль, який без капітана Дмитра Дикаленка чудово впорався з цією роллю, снайпери Сергій Пащенко та Андрій Семенюк. За підсумками чемпіонату дванадцяти мелітопольським флорболістам було надано звання майстрів спорту.
Наступний сезон 2010/11 почався із кадрових змін. Команду покинув перший голкіпер Крижанівський, на 3 місяці з тренувального процесу вибув крайній бек Корбут. Дмитро Дикаленко подав у відставку і до нового сезону команду готував Андрій Семенюк. Новий 2011 рік «Скала» зустріла на 1-му рядку турнірної таблиці чемпіонату. На старті 2-го кола був завойований Зимовий «Кубок Скали» 2011, здобувши історичну перемогу над принциповим і досі непереможним противником — донецькими «Акулами». Навесні команді вирушила захищати титул. Фінальний турнір у Львові став успішним. У півфіналі суперником мелітопольців стали «Дельфіни» із Мінська. Білоруси зрівняли рахунок за 10 секунд до кінця матчу, зробивши рахунок 5:5, але у серії булітів перемогу здобули українці. Прекрасно проявили себе брати Семенюки: Андрій забив вирішальний гол, а воротар Олександр відбив три буліти супротивника. У фіналі турніру мелітопольці знову зустрілись із «Paw J» (Латвія). Як і минулого року «Скалі» не вдалося нав'язати боротьбу суперникам і вони програли 1:7, що не завадило їм стати дворазовими чемпіонами України. Героями матчів плей-оф стали брати Семенюки, Андрій ще й отримав нагороду найкращого гравця національної першості. Сергій Пащенко — найкращий бомбардир сезону. Також мелітопольцям вдалося виграти і кубок. На шляху до фіналу вони пройшли зокрема київський «К. Ф. К.», «YMCA» із Луцька, львівський «Лемберг». У півфіналі «Скалі» протистояли донецькі «Sharks», які були обіграні з рахунком 5:2. У фіналі мелітопольцям протистояли латиші — команда «X3M». З рахунком 7:5 мелітопольська команда здобула перемогу над суперником і таким чином стала чемпіоном та володарем кубка України 2011. Перемога стала реальною багато в чому завдяки посиленню команди першим в історії клубу легіонером — шведським нападником Тамузом Хідіром. Михайла Колодка визнали найкращим захисником турніру, а Артем Коваль — найкориснішим гравцем турніру.
2012 року команда втретє поспіль стала найкращою в Україні. У вищій лізі «Скала» розпочала захист свого титулу на стадії 1/4 фіналу, обігравши «Скіфом» з Нового Роздолу (Львівська обл) з рахунком 4:2. У півфіналі був подоланий сумський «Temple Youth» (4:0) і у фіналі «Скала» зустрілися із найсильнішою командою Заходу України — львівським «Лембергом». Львівська команда, посилена легіонерами з Латвії та досвідченим тренером була переможена з рахунком 9:3, що зробило їх триразовими чемпіонам України. Найрезультативнішим гравцем чемпіонату був визнаний мелітополець Андрій Семенюк, а воротар «Скали» Олександр Семенюк — найкращий голкіпер чемпіонату країни 2011/12.
2013 року «Скала» втратила звання чемпіона, але наступного року повернули титул до Мелітополя, спочатку розгромивши полтавський «Biters» 29:6, а потім розгромивши тернополян — 12:5, а у драматичному фіналі вирвавши перемогу у донецьких «Акул» 10:7. У номінації «Найкращий гравець ЧУ 2013/14» переміг мелітополець Артем Коваль, а звання найкращого бомбардира залишилось за іншим гравцем «Скали» Андрієм Семенюком.
2015 року мелітопольці виграли Кубок України. На шляху до фіналу вони здолали рівненський «НОРЕ» (12:2), столичну команду «Хаскі» (6:1), а також «Надію» з Коломиї (10:0). У фіналі «Скала» зустрілася зі збірною командою Луцька та Рівного з назвою «Саваоф», здобувши вольову перемогу з рахунком 3:2, яка принесла Мелітополю черговий трофей національного масштабу. Запорукою перемоги на турнірі стала хороша гру лідерів «Скали»: Артема Коваля, Дмитра Євдокимова, Андрія Семенюка та Дениса Стрюкова, які визнавалися найкращими гравцями матчів у складі мелітопольської команди протягом усього турніру.
2016 року команді вдалося захистити титул володаря Кубка України. Спочатку у групі мелітопольці розгромили волинський «Афсбергом» 16:0, київський «Хаскі» (17:1), сумських «Воронів» (4:0) та тернопільський «Шторм». Далі, у півфіналі, «Ворони» знову зустрілись із «Скалою», але сум'яни програли з рахунком 0:6. Фінал пройшов для спортсменів «Скали» також вдало — у матчі проти коломийської «Надії» мелітопольці виграли з рахунком 8:1 і з загальним рахунком у 63 забитих та 2 пропущених голи вдруге поспіль стали володарями Кубка України з флорболу. 13 учасникам команди було присвоєно почесні звання «майстра спорту» і 3 гравці отримали «кандидата в майстри спорту».
У 2017 році мелітопольці вчергове виграли чемпіонат, а 2018 року «Скалі» вдався унікальний результат — чемпіонати України стала як чоловіча, так і жіноча команду клубу. У фіналі на чоловічу команду очікував тернопільський колектив. Мелітопольці перемогли у цьому матчі та відсвяткували найбільшу перемогу за весь час фіналів чемпіонатів України — 14:12. Також свої нагороди Найкращого захисника та Найкращого гравця Чемпіонату України здобули брати Семенюки — Михайло та Андрій відповідно. Також команда здобула і Кубок України у цьому році, повернувши трофей до Мелітополя після втрати його минулого року після прикрої поразки у фіналі.

## Досягнення
Команда є багаторазовим чемпіоном України, учасником турнірів Крилатий м'яч, Кубок Лемберга, засновником Кубку «Скали».

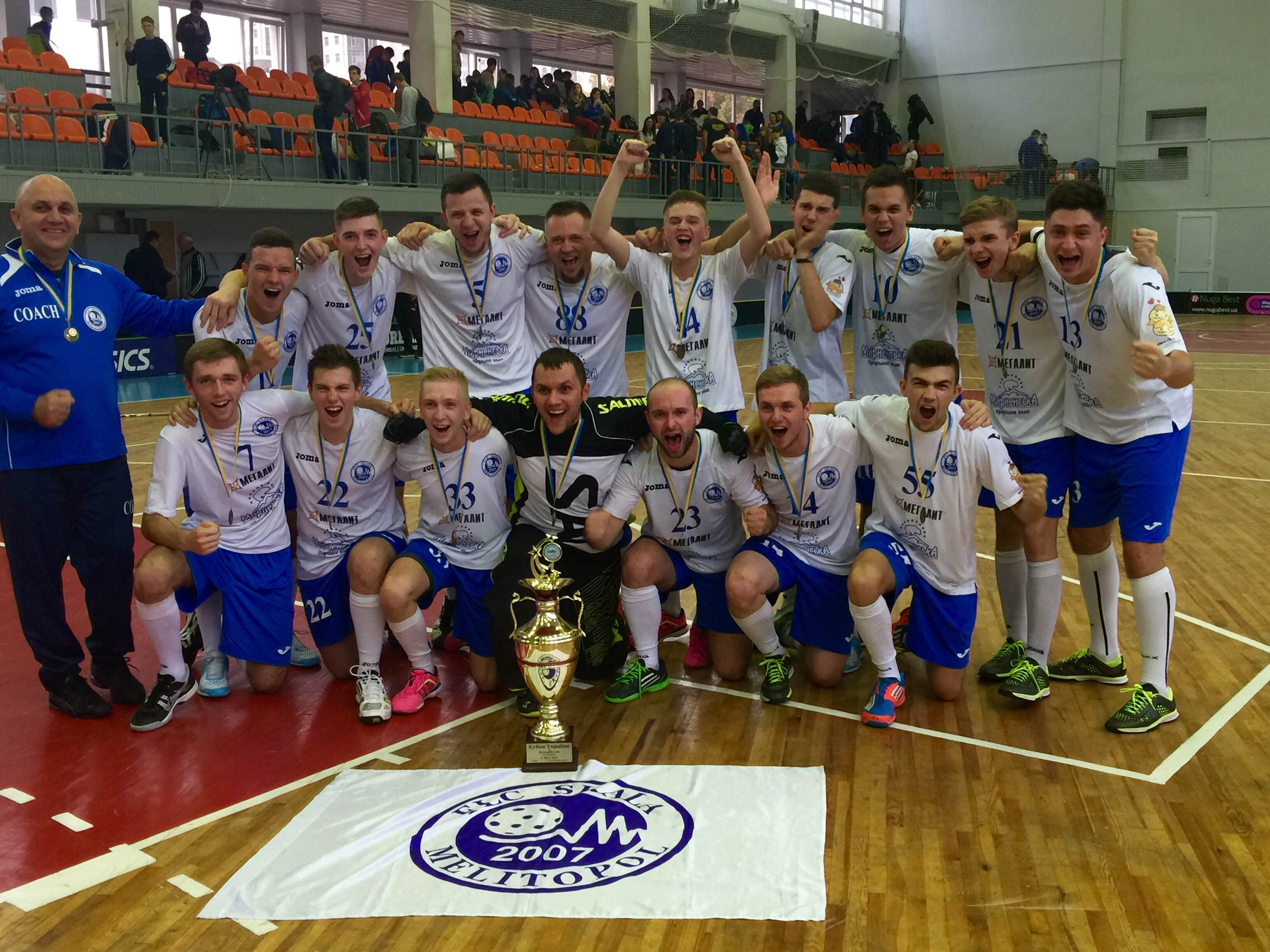

- Чемпіонат України
  -  Чемпіон: 2010, 2011, 2012, 2014, 2017, 2018
- Кубок України
  -  Чемпіон: 2011, 2015, 2016, 2018